# Haus Domagojević

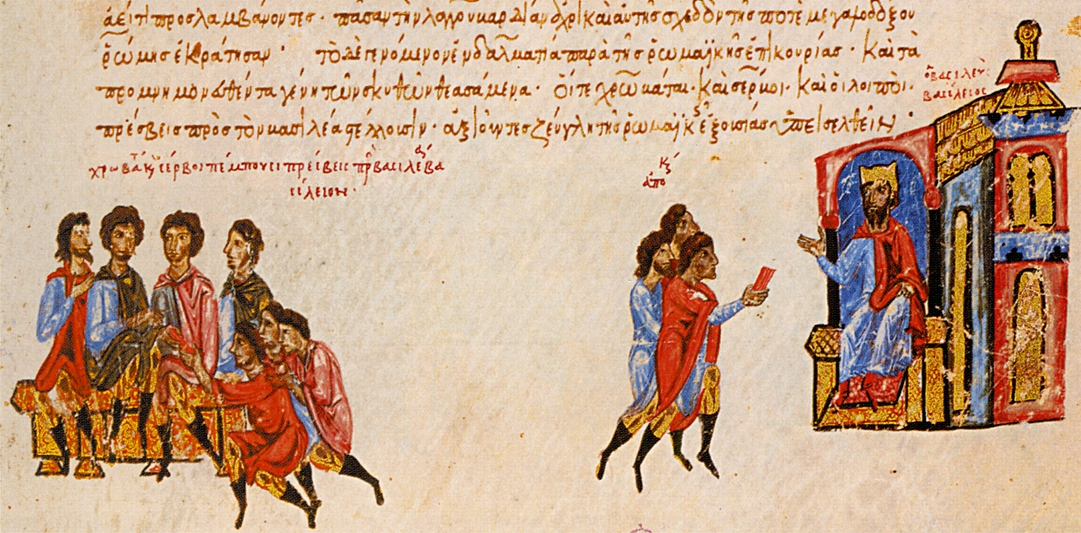
Darstellung einer Delegation der Kroaten und Serben beim byzantinischen Kaiser Basileios I. zur Zeit der Domagojević-Dynastie (Madrider Bilderhandschrift des Skylitzes)

Das Haus Domagojević war eine mittelalterliche Herrscherdynastie der Kroaten, die im 9. Jahrhundert zeitweise über das Herzogtum Kroatien, das sogenannte Dalmatinische Kroatien, herrschte. Namensgeber ist der von 864 bis 876 regierende Knes Domagoj.

## Geschichte
Gemäß den wenigen und spärlichen Quellen aus jener Zeit gingen die Domagojevićs aus einem Adelsgeschlecht hervor, höchstwahrscheinlich aus dem von Kroaten bzw. Narentaner besiedelten sogenannten Pagania an der Adria-Ostküste. In der Mitte des 9. Jahrhunderts hatten sie Grundbesitze im Raum Knin. Nachdem der Herrscher Kroatiens Fürst Trpimir I. 864 gestorben war, übernahm Domagoj gewaltsam die Macht und regierte etwa zwölf Jahre lang.
Domagoj folgte 876 sein Sohn (Ilko/Iljko?). Schon 878 kam es zum Umsturz, als Zdeslav, einer der Söhne Trpimirs, mit Hilfe des Byzantinischen Reichs die Macht übernahm. Wenig später wurde Zdeslav von Branimir gestürzt und getötet.
Branimir war möglicherweise ein Sohn Domagojs und regierte mit der Unterstützung von Papst Johannes VIII., der ihn 879 als Herzog der Kroaten (dux Croatorum) ansprach, was einer staatlichen Anerkennung gleichkommt. Die Herrschaft Branimirs dauerte bis Anfang des letzten Jahrzehntes des 9. Jahrhunderts. 892 übernahm Muncimir die Macht, Trpimirs jüngster Sohn. Damit endete der Machtkampf der beiden mittelalterlicher Dynastien um das mittelalterliche Kroatien, in deren Verlauf sich die Trpimirović-Dynastie gegen die der Domagojević durchsetzte. Dies bedeutete auch eine Hinwendung Kroatiens zum Byzantinischen Reich.

## Bekannte Herrscher
- Domagoj (864–876)
- Sohn des Domagoj (Ilko/Iljko?) (876–878)
- Branimir (879–892)